# Станочное приспособление
Станочное приспособление — устройство для базирования и закрепления заготовки при обработке на металлорежущем станке.
При изготовлении деталей в машиностроении значение имеет технологическая подготовка производства, основную долю затрат по стоимости и трудоемкости в которой вносит проектирование и изготовление технологической оснастки, в частности, затраты на создание станочных приспособлений.  Одним из возможных решений этой задачи является применение унифицированных, стандартизированных функциональных элементов, позволяющие сокращение комплекта станочных приспособлений, многократное использование и увеличение срока их эксплуатации.
По степени специализации станочные приспособления подразделяются на шесть групп:
- универсально-сборные приспособления (УСП)
- сборно-разборные приспособления (СРП)
- универсально-наладочные приспособления (УНП)
- универсально-безналадочные приспособления (УБП)
- специализированные наладочные приспособления (СНП)
- неразборные специальные приспособления (НСП).

По способам обеспечения степени гибкости станочные приспособления подразделяют на:
- сборные приспособления;
- переналаживаемые приспособления;
- универсально-сборные переналаживаемые приспособления[3].

## Сборно-разборное приспособление
Сбо́рно-разбо́рное приспособление (СРП) — станочное приспособление, которое представляет собой компоновку, состоящую из готовой базовой части (плиты, угольника, планшайбы), сборочных единиц (зажимных, установочных и т. д.) и наладочного элемента, чаще всего специального, с помощью которого заготовку «связывают» с установочными элементами приспособления. СРП, несмотря на определенное сходство с УСП, имеют существенное различие: они содержат помимо стандартных деталей и узлов специальную наладку.
Точность обработки на СРП (8, 9-й квалитеты) обеспечивается точностью изготовления и установки составляющих базовых элементов. СРП используются в мелкосерийном и серийном производстве.

## Универсально-сборные приспособления
Универса́льно-сбо́рные приспособления (УСП) — станочное приспособления, которые собирают из заранее изготовленных деталей и сборочных единиц без последующей доработки. В комплект УСП входят: базовые и корпусные детали (плиты прямоугольные, плиты круглые, угольники); установочные детали (пальцы, призмы, штыри и др.); направляющие детали (кондукторные втулки, колонки); крепежные детали (болты, винты, шпильки, гайки, шайбы); разные детали (вилки, хомутики, оси, рукоятки, опоры); сборочные единицы (поворотные головки, кронштейны, фиксаторы, подвижные призмы, кулачковые и тисковые зажимы). Точность обработки на УСП не превышает 9-го квалитета вследствие их невысокой жёсткости (наличие большого количества стыков).
Из комплекта УСП можно собирать токарные, сверлильные, фрезерные и другие приспособления.
Главным достоинством УСП является быстрота сборки. За 2-5 часов можно скомпоновать приспособление средней сложности (с учетом квалификации слесаря-сборщика).
УСП является одноцелевым по назначению, но универсальными по изготовлению. УСП эффективно применяют в условиях единичного и мелкосерийного производства.

## Универсально-сборные переналаживаемые приспособления
Дальнейшее развитие существующие системы сборных и переналаживаемых станочных приспособлений получили в системе универсально-сборных переналаживаемых приспособлений (УСПП).
Универсально-сборные переналаживаемые приспособления (УСПП) – система станочных приспособлений, в основу которой положен агрегатно-модульный принцип создания компоновок и возможность переналадки элементов, в том числе автоматизированная. Предназначены для базирования и закрепления деталей при обработке на сверлильно-фрезерно-расточных станках с ЧПУ в условиях многономенклатурного производства.